# Schwägrichens Garten

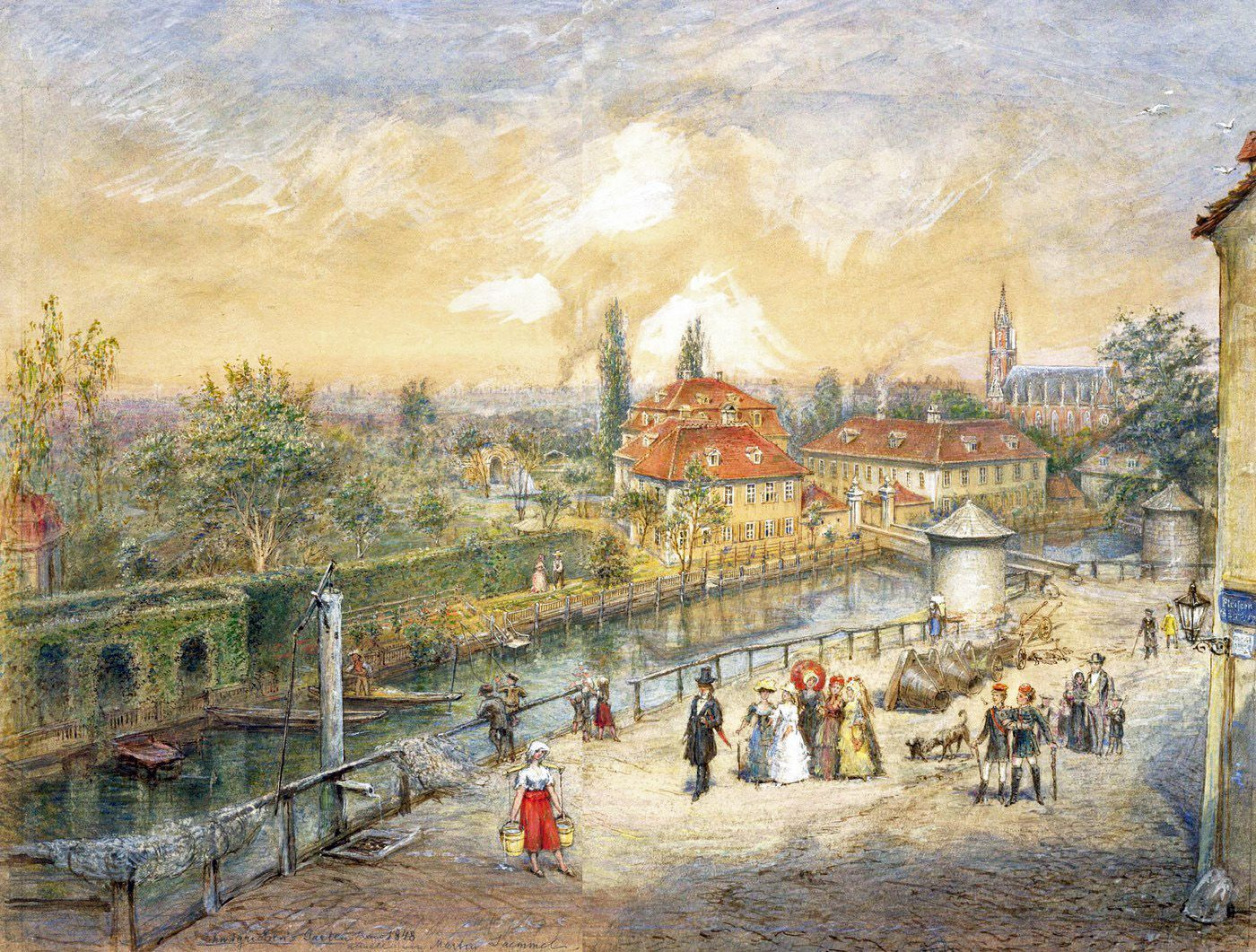
Schwägrichens Garten hinter dem Pleißemühlgraben (1848)

Schwägrichens Garten (ehemals Wincklers Garten) war einer der zahlreichen historischen Bürgergärten, die das alte Leipzig umgaben.

## Lage

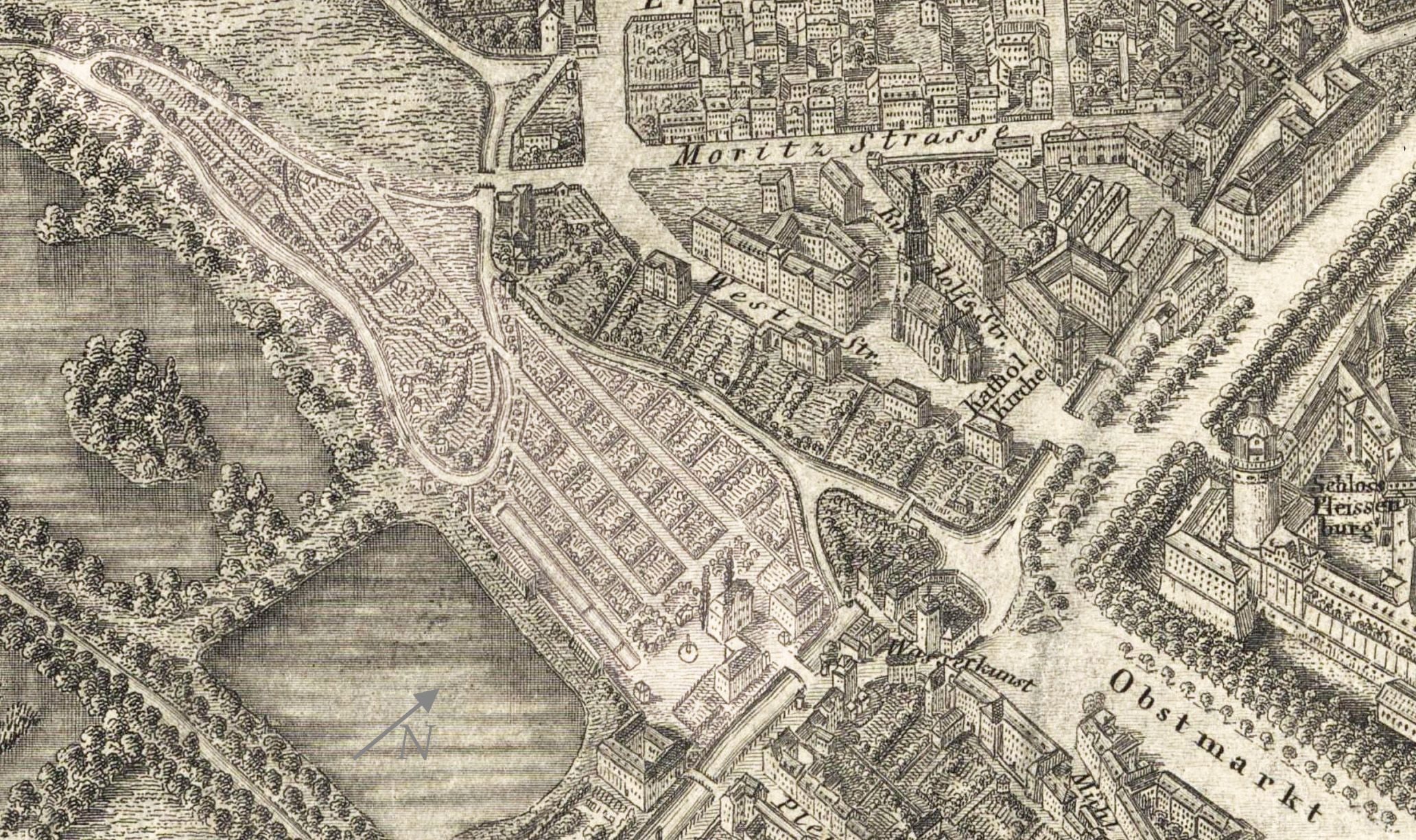
Schwägrichens Garten (heller) in einem Vogelschauplan von Adolf Eltzner (1847)

Schwägrichens Garten lag gegenüber der Südwestecke der Altstadt Leipzigs, die von der Pleißenburg gebildet wurde. Der Garten wurde im Osten vom Pleißemühlgraben begrenzt, an dessen Ostseite die Nonnenmühle stand und in geringer Entfernung die beiden Türme der Wasserkünste, der Roten und der Schwarzen Wasserkunst. Das Grundstück war über eine Brücke über den Pleißemühlgraben zugänglich. Im Süden war Triers Garten mit seinen beiden großen Teichen benachbart.
Im Norden schloss sich im westlichen Teil Wiesengelände an, während im östlichen Teil ein Verbindungsgraben zwischen Pleißemühlgraben und der Alten Pleiße verlief, welcher der Regulierung des Wasserangebots der Leipziger Mühlen diente. Bis zu Beginn des 19. Jahrhunderts war nördlich des Grabens die Schlosswiese, bevor um 1840 die Weststraße mit ihren Villen und der Alten Trinitatiskirche entstand. Die Alte Pleiße, auch Kuhstrangwasser genannt, floss in einem großen Bogen durch den hinteren Teil von Schwägrichens Garten.
In heutiger Situation entsprechen der Südgrenze etwa die Wächterstraße und der nördlichen die Karl-Tauchnitz-Straße und der Johannapark. Das Gelände, das die Fritz-von-Harck-Anlage entlang des Pleißemühlgrabens an der Harkortstraße einnimmt, ist ein Teil des ehemaligen Gartens.

## Geschichte
Bereits 1416 wird im Urkundenbuch der Stadt Leipzig berichtet, dass Apel Kuhar ein Stück Land an der Nonnenmühle erbte. Im 17. Jahrhundert gehörte es der Familie Volckmar, die dort einen Garten anlegen ließ. Bis 1683 war er im Besitz des Theologen und Rektors Johann Adam Scherzer (1628–1683), dessen zweite Ehefrau eine geborene Volckmar war.

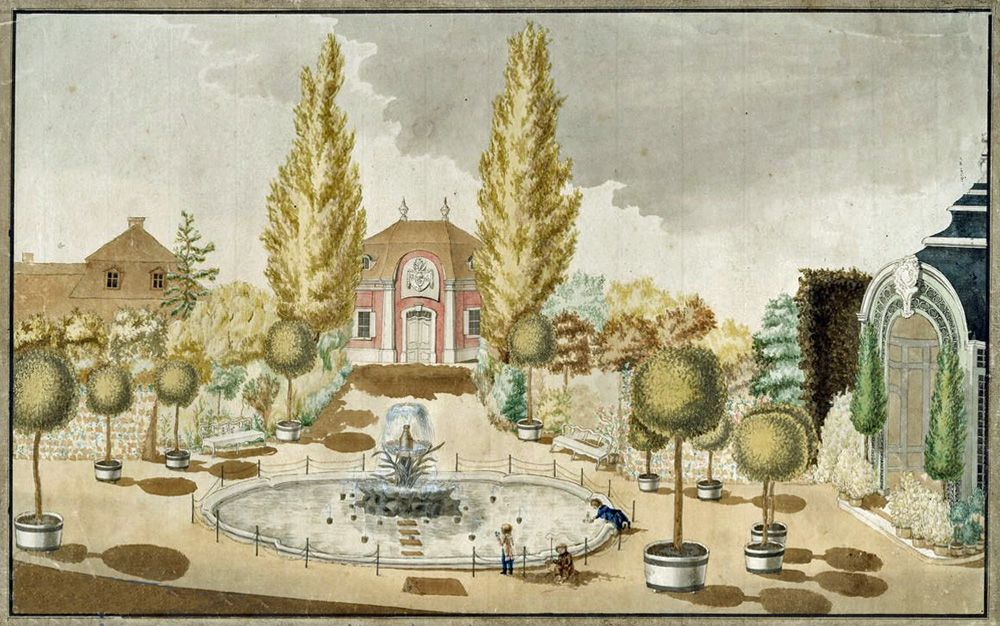
Wincklers Gartenhaus mit Fontäne und Gartenlaube (undatiert, nach 1742)

Dann kam der Garten als Erbe an den Kaufmann Christoph Georg Winckler. Sein gleichnamiger Sohn ließ ab 1741 großzügige Baumaßnahmen auf dem Grundstück durchführen, wobei unter anderem ein Gartenhaus, ein Gutshaus und ein Gewächshaus entstanden. Für das Anwesen bürgerte sich der Name Wincklerscher Garten ein.
1814 kam das Grundstück an den Damast- und Leinwandfabrikanten Christian Gottlieb Schwägrichen, der es später seinem Bruder, dem Botaniker und Universitätsprofessor Christian Friedrich Schwägrichen (1775–1853), überließ. Dieser war ab 1807 Direktor des Botanischen Gartens der Universität. Der Botanische Garten wurde seit dem Vorjahr im benachbarten Trierschen Garten errichtet, welcher der Universität im Rahmen einer Stiftung übereignet worden war. Die Gartendirektion hatte Schwägrichen bis 1837 inne. In dieser Zeit legte er auch seinen Garten teilweise mit dem Botanischen Garten zusammen.
Nach Christian Friedrich Schwägrichens Tod verkaufte die Witwe 1858 ein Stück des hinteren Gartens an den Bankier Wilhelm Theodor Seyfferth (1807–1881), der es in die Anlage des Johannaparks einbezog. Die beiden Erbinnen der Witwe, Ottilie Döring (1823–1903) und ihre Schwester Sidonie Gröppler (1820–1904), verkauften das restliche Gebiet 1888 dem Rat der Stadt, der es zur Entwicklung des Musikviertels nutzte, wobei die Vorbereitungen dazu, wie die Trockenlegung der Wasserläufe, bereits Jahre vorher begonnen hatten. Der Kaufpreis betrug 2,5 Millionen Mark und wurde in Raten bezahlt. Mit der letzten Rate von 600.000 Mark errichteten die Schwestern eine Stiftung „zur Gewährung von Unterstützung innerhalb der gebildeten Stände“, was ihnen die Benennung von Straßen nach ihren Namen einbrachte.

## Gestaltung

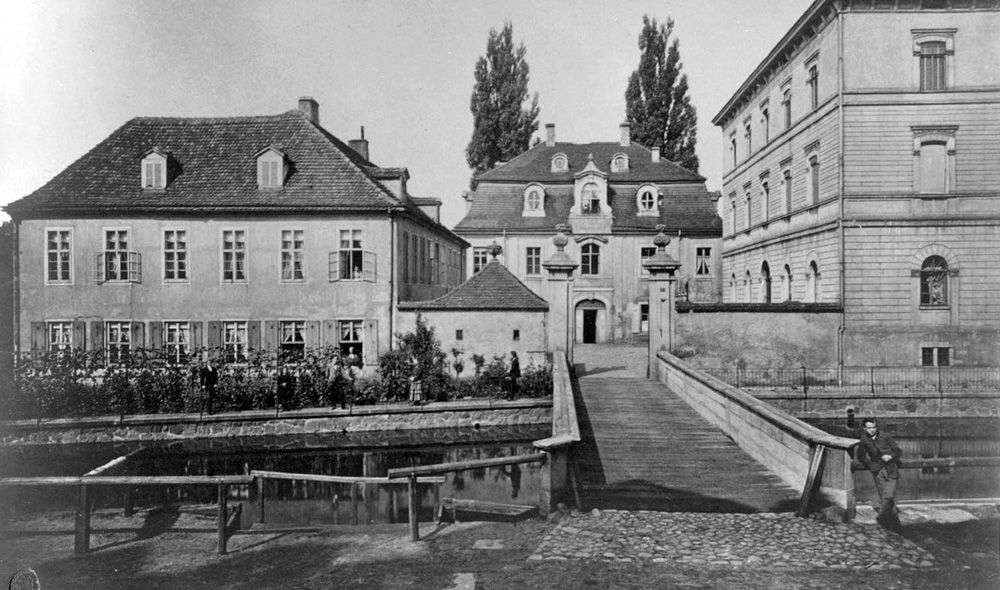
Eingangsbereich zum Garten mit Brücke über den Pleißemühlgraben
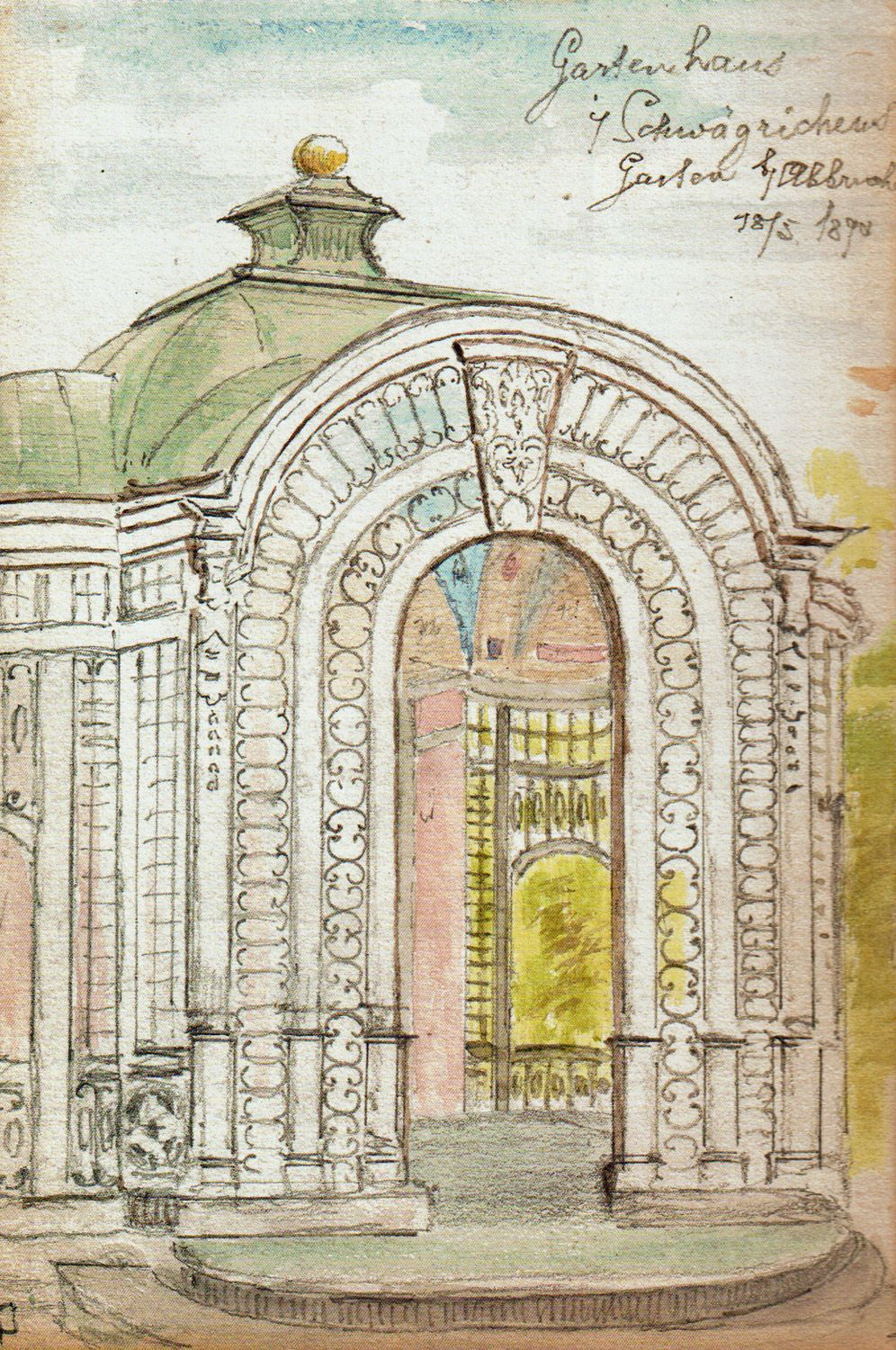
Gartenhaus kurz vor dem Abriss

Der Garten bestand aus zwei Teilen, dem Ober- und dem Untergarten. Die Grenze bildete die Flussschleife der Alten Pleiße. Betrat man das Gelände über die Pleißemühlgraben-Brücke, traf man geradeaus auf das von Christoph Georg Winckler errichtete Gartenhaus. Rechts und links standen anfangs gleiche zweistöckige einfache Wohnhäuser, wovon das nördliche später durch ein modernes Mietshaus ersetzt wurde. Ebenfalls auf Winckler ging der Fontänenbrunnen hinter dem Gartenhaus zurück, der mit einem Fontänenhauptstrahl und 16 Bogenstrahlen eine Besonderheit des Gartens darstellte und anfangs als einer der schönsten Leipzigs galt. Der Brunnen war mit Buchsbäumen in Kübeln umstanden und flankiert von einer kunstvollen Gartenlaube, die noch bis zum Abriss des Gartens existierte.
Der hinter den Eingangsbauten folgende obere Garten war streng im holländisch-französischen Stil mit rechtwinkligen Beeten, Hecken und Wegeverläufen angelegt. Der untere Garten hinter der Alten Pleiße folgte dem englischen Gartenstil mit geschlängelten Wegen und einem hohen Baumanteil, worunter sich exotische Exemplare, aber auch eine Partie mit Obstbäumen befanden. Im äußersten nordwestlichen Punkt stand das sogenannte Lindenhaus, ein relativ hohes Gebäude, von dem aus man einen offenen Blick auf den nördlich liegenden Apelschen Garten, aber auch auf das Wiesengelände der westlichen Aue hatte.

## Namensgleicher Garten
Der Leipziger Kaufmann, Senator und Stadthauptmann Johann August Schwägrichen (1773–1845) erbaute nach der Völkerschlacht auf einem durch diese demolierten Grundstück am Südrand des ehemaligen Weidmannschen Gartens am Elstermühlgraben am Ende des Ranstädter Steinwegs ein von einem Turme gekröntes, palastähnliches, dreigeschossiges  Gebäude, das Schwägrichens Haus genannt wurde. Der angrenzende Garten wurde daraufhin zu Schwägrichens Garten, sollte mit dem oben beschriebenen aber nicht verwechselt werden.